# Karl Simlinger
Karl Simlinger (* 30. Oktober 1906 in Gföhleramt, Gemeinde Gföhl; † 25. Dezember 1965 ebenda) war ein österreichischer Politiker (ÖVP) und Landwirt. Er war von 1964 bis 1965 Abgeordneter zum Landtag von Niederösterreich.
Simlinger besuchte nach der Volksschule eine Landwirtschaftsschule und war 1938 als Gemeinderat aktiv. Simlinger arbeitete als Landwirt in Gföhleramt, wobei ihm der Berufstitel Ökonomierat verliehen wurde. Er fungierte zwischen 1945 und 1965 als Bezirksbauernobmann und hatte verschiedene Funktionen in landwirtschaftlichen Genossenschaften inne. Er wirkte zudem zwischen 1950 und 1960 als Landeskammerrat und vertrat die ÖVP vom 19. November 1964 bis zu seinem Tod im Niederösterreichischen Landtag. 